# Хенгельхаупт, Эрих
Эрих Хенгельхаупт (нем. Erich Hengelhaupt; 22 сентября 1911 — 15 марта 1993, Хинтеркапелен, Швейцария) — штурмбаннфюрер СС, руководитель отдела II D1 (Восток) и департамента VI C в РСХА.

## Биография
Хенгельхаупт изучал теологию в Лейпцигском университете, но после пяти семестров прекратил обучение в связи с тем что учёба больше не совпадала с его политическими убеждениями. Зимой 1933 и 1934 посвятил себя журналистике, экономике и социологии; стал членом НСДАП (№ 2.598.80). Весной 1934 работал личным советником руководителя студенческого союза Лейпцигского университета Герберта Хана. Также вступил в ряды СС (№ 324.972). В 1938 и 1939 годах был главой департамента по масонству 2/111 и 2D1 «Восток» группы 2D (иностранные вопросы). Затем переехал в институт Ванзее, а потом — в июле 1940 года — переведён в 6-е управление РСХА. Во Франции в 1940 году пытался наладить связь от имени СД с русскими эмигрантами. Во Франции возглавил айнзатцгруппу «Париж», пока в марте 1942 не вернулся в 6-е управление РСХА. Вместе с оберштурмбаннфюрером Хейнцом Грефе присутствовал на встрече в имперском министерстве оккупированных восточных территорий по делам кавказских народов. Наконец, в 1944 году стал начальником отдела 6C (Восток, российско-японская зона влияния).
После окончания Второй мировой войны недолгое время находился в британском плену, но был выпущен. По сведениям историка И. Петрова, в 1948 году переехал в Швейцарию, где скрыл прежнюю биографию и работал химиком. Умер 15 марта 1993 в пригороде Берна, деревне Хинтеркапелен.